# ミレナ・イェセンスカー
ミレナ・イェセンスカー（Milena Jesenská [ˈmɪlɛna ˈjɛsɛnskaː]、1896年8月10日 - 1944年5月17日）は、チェコのジャーナリスト、編集者、翻訳家、ホロコースト犠牲者。彼女は1919年から1920年の間、作家フランツ・カフカと恋愛関係にあった。

## 生涯
父は著名な顎整形外科医でプラハ・カレル大学教授であったヤン・イェセンスキー（Jan Jesenský）、ミレナの一族は17世紀のプラハで当時禁止されていた死体解剖を行って処刑されたスロバキア人医師であったヤン・イェゼニウス(Jan Jesenius)の子孫に当たる。
父親は保守的考え方の持ち主であったにもかかわらず、娘・ミレナをオーストリア＝ハンガリー帝国初の女性向けギムナジウム「ミネルバ」に通わせ、ミレナは、そこで開放的な少女時代を過ごす。
1915年、ギムナジウムを卒業したのち父の望みで医学を学ぶが、1916年に専攻を音楽に変更し、プラハの文士カフェに通い始める。彼女はそこでプラハ在住の作家たちと知り合い、銀行家・文芸評論家であったユダヤ人のエルンスト・ポラックと恋に落ちる。父は二人の交際に反対しており、ミレナを1917年6月から翌年3月まで精神科に強制的に入院させる出来事があったものの、1918年にようやく結婚が認められた。エールンストとの間にジャナ・チェルをもうける。
結婚後、プラハからウィーンに転居し、プラハの新聞社に原稿を送りながらジャーナリストとしての活動をはじめる。1919年12月30日の「トリビューナ」紙に掲載された「ウィーンからの手紙。震える街のクリスマス」が彼女の最初のエッセーで、その後、ウィーン流行事情のような記事も手がけるようになる 。
1919年11月、ミレナはフランツ・カフカの『火夫』などの短編を翻訳するためカフカに手紙を送った。1920年4月にはチェコの雑誌に『火夫』が掲載され、これがカフカ作品の最初の翻訳となった。当時カフカはユーリエ・ヴォリツェックと婚約中であったが、ミレナとの仲が次第に深まっていき、1920年7月にユーリエとの婚約を解消した。しかしミレナは夫と別れる決心がつかず、またカフカもそのことを強く望まなかったため、二人の仲はやがて冷えていった。
その後も2人は文通などを通じて交際を保っており、カフカはミレナに『失踪者』の原稿や日記を手渡している。またミレナはカフカの死に際して新聞に追悼文を寄せている（1924年6月6日ナロードニ・リスティ紙）。
1930年代初めに共産主義に傾倒するようになりチェコスロバキア共産党に所属し、共産党系の新聞で文章を書いていたが、後に共産主義を批判するようになると1936年にチェコ共産党を除名されている。彼女はチェコ人であったが、ユダヤ人援護運動に関わっていたため1939年にプラハでゲシュタポに逮捕され、ドレスデンの未決囚留置所からラーフェンスブリュック強制収容所に収容され、収容所の診療所で働いていた。ミレナはドレスデンで既に腎臓病を患っていたが、本人は暫くの間リウマチであると信じていた。1944年の初めに腎臓が化膿していることがわかり、収容所内の病院で手術を受け一時は回復したが、5月17日に命を落とした。
ミレナは生前のカフカから送られた膨大な量の手紙を事前に評論家の友人ヴィリー・ハースに渡しており、この手紙はミレナの死後『ミレナへの手紙』として公刊されている。収容所では1940年に独ソ不可侵条約の捕虜交換により、カラガンダの強制収容所から送致された元ドイツ共産党員・政治評論家のマルガレーテ・ブーバー＝ノイマン（Margarete Buber-Neumann）と知り合い、互いに支えあいながら収容所生活を送る親友関係になった。二人は自由になったら収容所の体験を書こうと約束しており、マルガレーテは強制収容所での体験を記録した自伝『スターリンとヒトラーの軛のもとで』(Als Gefangene bei Stalin und Hitler: eine Welt im Dunkel. Ullstein-Taschenbuchverlag,1948年)を出版し、後にミレナの回想録『カフカの恋人 ミレナ』(Milena: Kafkas Freundin.1966年)を出版した。
ミレナの強靭な精神力、何事にも動じない毅然とした性格をマルガレーテは賞賛した。『ミレナへの手紙』のあとがきに評論家のヴィリ・ハリスは「16世紀か17世紀の貴族女性のようだ」と記した。ミレナはスタンダール作品の登場人物『赤と黒』のマチルド・ドゥ・ラ・モリエールや『パルムの僧院』のサンセヴェリーナ公爵夫人に例えられている。15歳年上であったカフカもミレナに宛てた膨大な手紙の中で「母なるミレナ」と記していた。1994年にはヤド・ヴァシェムより「諸国民の中の正義の人」に認定された。

### 関連書籍
- 『決定版 カフカ全集8　ミレナへの手紙』 マックス・ブロート編、辻瑆訳、新潮社、1981年、復刊[6]1992年
- フランツ・カフカ 『ミレナへの手紙』 池内紀訳、白水社、2013年6月。新編版での書簡新訳

小説
- マリ＝フィリップ・ジョンシュレー『あなたの迷宮のなかへ　カフカへの失われた愛の手紙』

村松潔訳、新潮社、新潮クレスト・ブックス、2022年